# Vangrail (band)
Vangrail is een Nederlandse band uit Groningen/Friesland die vooral bekendheid geniet door Ik hunker naar jou, Ik mis je, Heerlijke heerlijkheid en Leven na de liefde.

## Geschiedenis
Vangrail brak in 2006 door nadat met platenmaatschappij Red Bullet een contract werd gesloten. In juni 2007 werd het album Vroeg of laat uitgebracht, waarop vier singles staan die in de Single Top 100 terechtkwamen. In januari 2015 werd Vangrail benoemd tot ambassadeur van de vrijheid in Friesland. Ter gelegenheid van dit feit was er een speciaal lied geschreven: Wie heb jij bevrijd? Vangrail won een party award voor beste liveband en gaf een optreden in AFAS Live.

## Bezetting
- Raynaud Ritsma (zang)
- Dirk Lennart Hogeveen (gitaar)
- Sander de Groot (drums)
- Remco van Vugt (bas)
- Remco Hoogsteen (toetsen)

## Discografie

### Albums
| Album met eventuele hitnotering(en) in de Nederlandse Album Top 100 | Datum van verschijnen | Datum van binnenkomst | Hoogste positie | Aantal weken | Opmerkingen |
| ------------------------------------------------------------------- | --------------------- | --------------------- | --------------- | ------------ | ----------- |
| Vroeg of laat                                                       | 07-06-2007            | -                     |                 |              |             |
| Laat de muziek aan                                                  | 22-04-2016            | -                     |                 |              |             |
| Weg van jou                                                         | 23-02-2019            | -                     |                 |              |             |

### Singles
| Single met eventuele hitnotering(en) in de Nederlandse Top 40 | Datum van verschijnen | Datum van binnenkomst | Hoogste positie | Aantal weken | Opmerkingen                 |
| ------------------------------------------------------------- | --------------------- | --------------------- | --------------- | ------------ | --------------------------- |
| Jij hoort bij mij                                             | 2006                  | -                     |                 |              | Nr. 65 in de Single Top 100 |
| Heerlijke heerlijkheid                                        | 2006                  | -                     |                 |              | Nr. 49 in de Single Top 100 |
| Ik hunker naar jou                                            | 2007                  | -                     |                 |              | Nr. 33 in de Single Top 100 |
| Overal                                                        | 2008                  | -                     |                 |              | Nr. 76 in de Single Top 100 |
| Alleen met jou                                                | 2008                  | -                     |                 |              | Nr. 38 in de Single Top 100 |
| Alles                                                         | 2009                  | -                     |                 |              | Nr. 83 in de Single Top 100 |
| Leven na de liefde                                            | 2011                  | -                     |                 |              | Nr. 55 in de Single Top 100 |
| Liefdesleger                                                  | 2011                  | -                     |                 |              | Nr. 70 in de Single Top 100 |
| Ik mis je                                                     | 2013                  | -                     |                 |              | Nr. 67 in de Single Top 100 |
| Wie heb jij bevrijd                                           | 2015                  | -                     |                 |              | Nr. 88 in de Single Top 100 |
| Laat de muziek aan                                            | 2016                  | -                     |                 |              | Nr. 21 in de Single Top 100 |
| Zoveel meer                                                   | 2017                  | -                     |                 |              | Nr. 54 in de Single Top 100 |